# 嘉陵江索道
嘉陵江索道 (かりょうこうさくどう)は、中華人民共和国重慶市にかつてあった索道路線である。

## 概要
重慶の中心街から嘉陵江を跨り、江北区方面までを結んでいたロープウェー。主に江北区住民が利用していた。

## 沿革
- 1980年 - 竣工。
- 1983年1月1日 - 滄白路駅 ～ 金沙街駅間開通。
- 2011年2月28日 - 廃止。

## 駅一覧
| 日本語駅名 | 簡体字中国語駅名 | 英語駅名 | 累計 キロ | 接続路線 | 所在地 | 所在地 |
| ---------- | ---------------- | -------- | --------- | -------- | ------ | ------ |
| 滄白路駅   | 沧白路站         |          | 0.00      |          | 重慶市 | 渝中区 |
| 金沙街駅   | 金沙街站         |          | 0.74      |          | 重慶市 | 江北区 |